# Madame Fraya
 (février 2023).
Valentine Dencausse (21 mai 1871 à Villeneuve-de-Marsan dans les Landes - 16 février 1954 dans le 16e arrondissement de Paris), connue sous le pseudonyme de Madame Fraya, est une voyante française.

## Biographie
Née à Villeneuve-de-Marsan, elle est la fille de M. Dencausse, haut fonctionnaire au ministère des Finances. En 1887, elle épouse, à Soumoulou, Erembert Delmas, professeur au lycée de Pau, dont elle a une fille, puis divorce en 1891.
La lecture fortuite d'un manuel de chiromancie décide de sa carrière, et, à la faveur de quelques expériences dans des réunions mondaines dans les Landes, elle se fait remarquer pour son don de divination, gagnant le nom de « Nostradamus landaise ». Elle « monte » à Paris pour exercer son don, sous la protection de Gérard Encausse, dit Papus, dans les salons parisiens. Elle prend alors le pseudonyme de Fraya, nom que lui aurait donné la journaliste Séverine en référence à la déesse germanique Freyja.
Elle acquiert un grand renom au début de la Belle Époque en annonçant que l'Allemagne déclencherait une guerre mondiale qu'elle finirait par perdre, l'empereur Guillaume II finissant ses jours en exil. Cette annonce préfigurait la Première Guerre mondiale où l'Allemagne fut effectivement vaincue.
C'est lors de ce conflit que Madame Fraya est convoquée au ministère de la guerre. Devant Aristide Briand, Albert Sarraut et Théophile Delcassé, elle annonce que les Allemands qui se trouvaient à moins de 100 kilomètres de Paris n'investiraient pas la capitale, car ils seraient repoussés in extremis au-delà de l'Aisne. La première armée allemande occupait Compiègne, Senlis et Creil étaient en flammes, tandis que des milliers de Parisiens affolés fuyaient la capitale pour Bordeaux. À partir du 5 septembre 1914, à la suite des réquisitions de taxis dans Paris (les fameux taxis de la Marne), les batailles qui font rage donnent raison à la devineresse. Contre toute attente, l'armée allemande est repoussée de cent kilomètres en six jours, ce qui met effectivement fin à son plan d'invasion rapide. Interrogée par Alexandre Millerand, alors ministre de la guerre, quant aux raisons de son optimisme naturel, madame Fraya déclare : « Sur un rêve que j'ai eu la nuit dernière, j'ai vu les Allemands reculer. Une date, en gros plan, s'imposait à moi. Le 10 septembre. Et j'entendis cette phrase : "À partir du 10 septembre, le vent va tourner... Dieu va sauver la France" ». Les généraux Joffre et Galliéni obligent la première armée allemande placée sous le commandement du général von Kluck à battre en retraite. Les troupes de Franchet d'Espérey en font autant avec la IIe armée allemande. Enfin, et au prix de nombreuses pertes, le général Joffre parvient également à obliger la IIIe armée allemande à se retrancher au-delà des limites prévues.
Au début de l'année 1914, elle annonce à Félix Youssoupoff, membre de la haute aristocratie russe, cousin par alliance du tsar Nicolas II, « qu'il assassinerait quelqu'un de ses mains et qu'il aurait l'impression de faire une bonne action ». Le 16 décembre 1916 à Moscou, Youssoupov participe à l'assassinat de Raspoutine, le conseiller occulte de Nicolas II après l'avoir attiré dans les sous-sols de son hôtel particulier. Bien des années plus tard, Youssoupov, alors en exil à Paris, confirmera la réalité de la prédiction.
Chiromancienne renommée, Madame Fraya a lu dans les mains de toutes les célébrités de la Belle Époque. La liste de ses consultants égrène les noms les plus marquants : Sarah Bernhardt, Cécile Sorel, Colette, Pierre Loti, Anna de Noailles, Lucien et Sacha Guitry, Maurice Barrès, Jean Jaurès, Georges Clemenceau. Elle prédit à Marcel Proust une réussite éclatante à une époque où il en était réduit à publier ses manuscrits à compte d'auteur. Sa carrière n'est pas entachée malgré sa prédiction fausse quand elle affirme : « Il n'y aura pas de guerre en 1939 ». Au cours de sessions de lecture psychique (en) avec Madame Fraya, le médecin brésilien Antônio da Silva Mello (en) met en évidence un nombre élevé de prédictions fausses.
Elle continue son activité après la Seconde Guerre mondiale, affirmant ainsi, en novembre 1946, voir pour la France métropolitaine « des choses très sombres, mais sur le plan économique seulement. Je ne vois ni guerre ni révolution, pas de sang. La France se tirera de la confusion économique et politique, même si la situation générale est mauvaise ».
Elle succombe à une crise d'artérite le 16 février 1954 dans son appartement de la rue Chardin, à Auteuil. Elle est inhumée au cimetière parisien de Bagneux (division 28).